# 明朝科技
明朝科技主要介紹明朝在造船、天文、醫學、數學及農學等方面的成就。

## 发展历程

### 明中晚

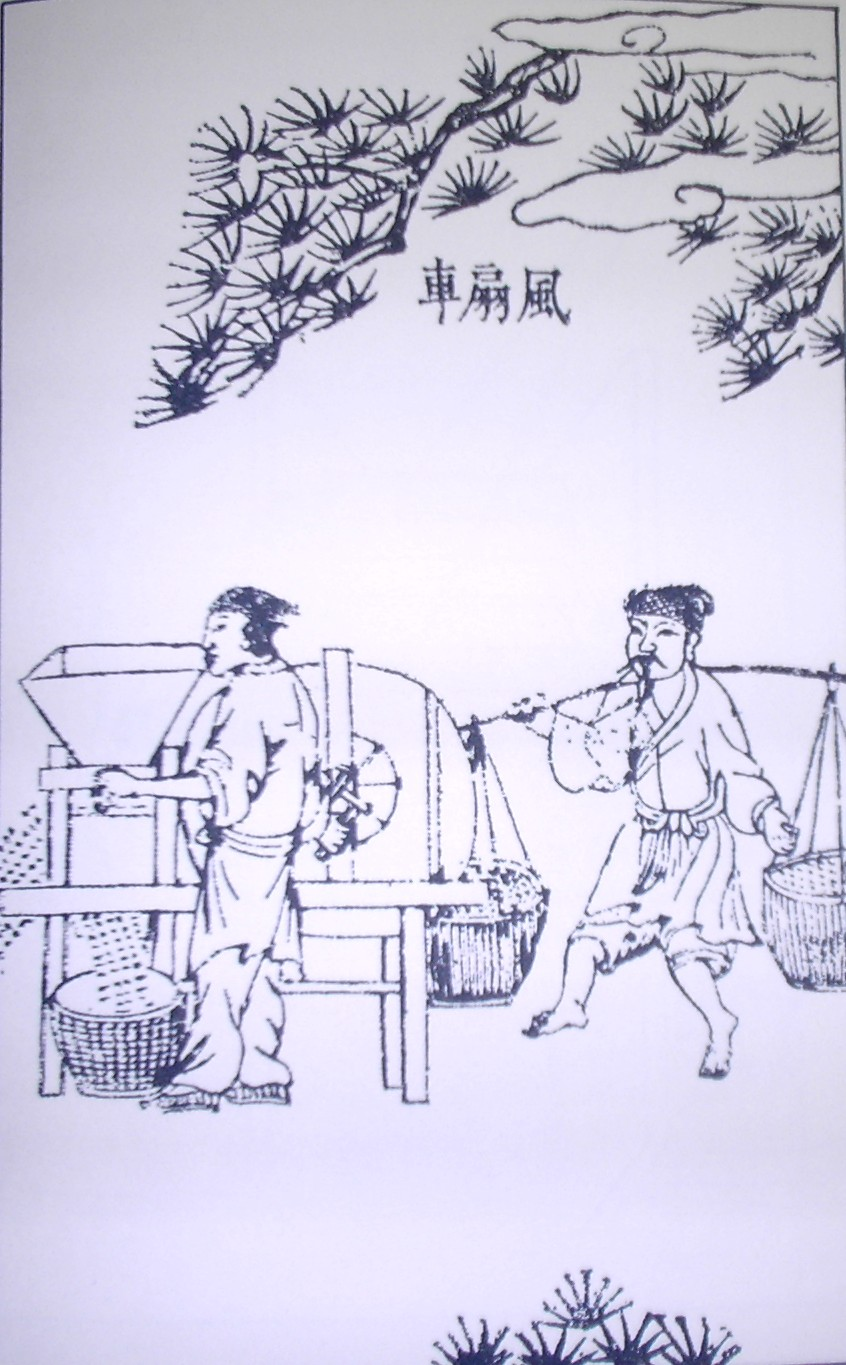
天工開物中的農業機械繪圖

伴隨著西學的傳入，中晚明的科學技術出現了新的進步。中晚明科學著作眾多，例如李時珍的《本草綱目》、宋應星的《天工開物》、徐光啟的《農政全書》、方以智的《物理小識》、程大位的《算法統宗》、吳有性的《瘟疫論》、徐霞客的《徐霞客遊記》等。
1637年，宋应星在《论气·气声》中对声音的产生和传播作出了合乎現代科学的解释，认为声音是由于物体振动或急速运动冲击空气而产生的，并通过空气传播，同水波相类似，與現代理論非常相似。
方以智在《物理小识》中提出：“宙轮于宇，则宇中有宙，宙中有宇。”
民间光学仪器制造家孙云球在1650年后用两片透镜制作了简易的显微镜、放大镜等几十种光学仪器，并著《镜史》，英國劍橋大學教授、著名科學家李約瑟將孫云球的創造發明及其成就寫進了他的專著中。
明朝宗室朱載堉在世界上第一次正確地提出了十二平均律，並在數學、天文學方面亦多有建樹、貢獻；明初周王朱橚眄把四百余种植物种于府内，并让王府画工将植物绘图编制成书，名为《救荒本草》。《救荒本草》共记有植物414种，并详细描述了各种植物的形态、产地、生境、可食用部位和食用方法。中晚明的軍事科技也有所進步，各種新式火器大量湧現。西方的佛郎機火炮、紅衣大炮都迅速的传入中國并实现制造和使用。還有一些專門的火器論著出現，如茅元儀所著之《武備志》。
明朝末期，隨著耶穌會傳教士的到來，在他們傳播教義的同時，也大量傳入了西方的科學技術。隨著西學傳入，使得中國少數的士大夫開始認識到西方學問之中有其優於中國之處，值得其學習。但這些改變並未造成中國人對於中西學的基本高下看法有所改變。西學中主要受到注意的仍是科學技術方面如天文曆法、測量以及所謂的「西洋奇器」等，對於中國學術本身的影響衝擊亦不大。有一些士大夫著手與傳教士合作翻譯西方書籍或著書介紹西學，例如徐光啟就曾與利瑪竇合譯了幾何原本。在中西文化交流的同時，基於雙方文化的歧異及認知方面的不同，也引發了一些衝突，例如南京教案等。
當時的義大利傳教士利瑪竇進入中國傳教之餘，還介紹了西學，這些西學如天文學、地理學、數學及醫學均是在這段期間傳進中的。
明朝在军事科技方面也做了不少改進，例如明初已经普遍装备了火铳枪，还出现威力巨大的火炮。明末时，已经装备引进了欧洲的佛朗机炮和火绳枪，到了明末最后引进了欧洲的红夷大炮，明朝於1621年引进红夷大炮，於1625年開始使用，於1630年大量生产。

## 天文成就
- 於1383年，明朝首先於南京设京師觀象台，為首個明朝觀象台。
- 於1442年，明朝於北京设立了首個觀象台
- 於1607年，李之藻完成了《浑盖通宪图说》，是用作介紹天象的。
- 於1634年，明朝建成了中国歷史上第一部天文望遠镜，名為筩，其意思為筒[3]，而天文望遠镜外形如筒一般。
- 於1634年，在禮部尚書徐光啟的領導下，大明完成編纂《崇禎曆書》，共46種，137卷。書中採用欧洲科学家第谷創立的天體系統和幾何學的計算方法，亦對哥白尼的學說做了介紹並大量引用其在《天體運行論》中的章節。

## 数学及物理
- 於1450年，吴敬完成了《九章算法比类大全》
- 於1524年，王文素完成了《算學寶鑒》[4]。
- 於1584年，朱载堉完成《律吕精义》
- 於1592年，程大位完成《算法统宗》，是最早记载使用珠算計算方法計算平方和立方
- 於1606年，徐光啟與利瑪竇合譯了幾何原本
- 於1613年，李之藻根据歐洲人克拉维斯《实用算术概论》與中国程大位的《算法统宗》重著，並完成《同文算指》
- 於1637年，宋应星对声音的产生和传播作出了與現代相似的理論，认为声音是由急速移动撞击空气或物件振动而产生，声音則則是通过空气来传播的
- 同年，方以智解释蒙气差（現稱大气折射）现象[5]

## 医学
- 於1406年，朱棣编成了《普济方》，是一本關於方劑的醫學文獻，由明朝周定王朱橚、教授滕碩及長史劉醇編輯。
- 於1567年，在宁国府太平县试行痘接种方法來预防天花疾病，後來更加傳入歐洲。
- 於1596年，李时珍完成《本草纲目》，一部中國本草學大成的著作。
- 於1601年，杨继洲完成《针灸大成》，後來由靳贤补辑重编，
- 於1617年，陈实功完成《外科正宗》[6]，共四卷。
- 於1624年，张景岳完成《类经》，张景岳的代表作之一，继隋朝杨上善的《太素》，又一個对《内经》进行全面研究的著作。
- 於1641年，吴又可完成《瘟疫论》，又稱《溫疫论》，是中国首部研究急性传染病的医学书籍。

## 农学
- 1376年，俞宗本完成《种树书》，解釋如何种树、种树須知等
- 1406年，朱橚完成《救荒本草》，是一部植物图谱，救荒本草描述了植物的形态，展示了明朝当时植物分类的概況
- 1511年，明朝開始引进玉米
- 1547年，马一龙完成《农说》
- 1582年，番薯传入明朝
- 1596年，屠本畯著海洋生物主題書《闽中海错疏》，本著记述明朝福建沿海多种水产动物的形态、生活环境、习性和分布
- 1608年，喻仁和喻杰合作完成《元亨疗马集》，是明朝兽医学書籍中内容最丰富、流传最广的一部兽医著作。
- 1617年，赵蛹完成《植品》
- 1628年，徐光启完成《农政全书》，這部書總結了中國古代尤其是宋元兩代許多農業生產的經驗和技術，並引用了古代著作和文獻多達三百多種。

## 地理学
- 於1425年，郑和航海图完成，原載於明茅元儀編《武備志》卷二百四十。
- 於1536年，黄衷完成《海语》
- 於1565年，胡宗宪完成《踌海图编》，主要记錄中國與日本的海上交通及於韓國抗倭的歷史
- 於1602年，利瑪竇進獻《坤輿萬國全圖》，圖中包括歐邏巴、利未亞（即非洲）、南、北亞墨利加、墨瓦蠟泥加（即南極洲與澳洲）。
- 於1639年，顾炎武始著《肇域志》，他於此年開始大量搜索史籍、實錄等資料。
- 於1640年，徐宏祖完成《徐霞客游记》，是中國著名旅遊家、地理學家徐弘祖的旅遊日記，記錄了他曾到訪的地理等資料。

## 化学和化工

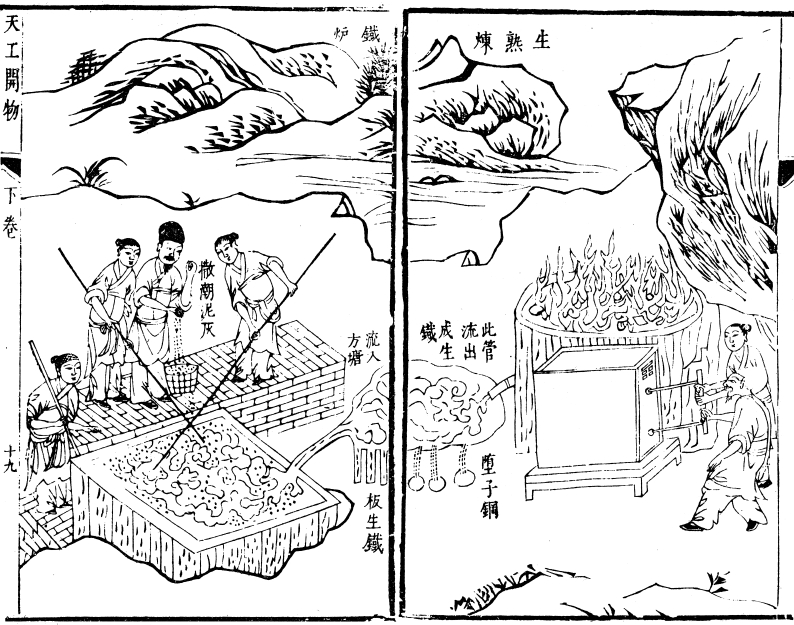
天工开物治鐵模型

- 於1521年，四川嘉州利用木杆探得明朝首個石油井，用石油生火取暖，烧火做饭，或做成黑墨水写字。
- 於1596年，明朝首用火爆法采矿技术
- 於1596年，李时珍於《本草纲目》记载了約二百七十六种无機药物的化学性质，及蒸馏、蒸发、升华等科學技术。
- 於1637年，宋应星於《天工开物》，是中國古代一部綜合性的科學技術巨著，有人稱它為一部「百科全書」式的著作。天工开物中，宋应星把铅、铜、汞、硫等元素看成基本物质，而它们所产生的物质看作洐生物质，产生了与現代化学元素类似的概念。
- 方以智研發了燒焦炭的方法。[7]

## 兵器
- 1372年，明军研制出碗口铳，相對於传统火器來說銃身比較重，外形與口徑都比較传统火器大，必須架在木架上保持稳定才能有效射擊。
- 1377年，明军开始装备手铳。该武器形體較輕，口徑比較小，可以安裝入木柄以持以使用，類似手槍。
- 约14世紀，明军研制出火龍出水。
- 1524年，明军成功国产化佛朗机炮。该型火炮为葡萄牙军队所广泛使用的一種早期後填裝滑膛组合式火炮。
- 1549年，明军研制出水底雷，為全球最早的水雷式武器[8]。水底雷以木箱作為雷殼，油灰粘縫，以下面的繩索連接鐵錨、控制深度，再以人手操縱擊發。万历朝鲜战争時，明朝海軍曾使用水底雷一舉擊沉了日本一艘大型戰艦，為世界歷史上首次使用水雷取得實際戰果，比日俄戰爭（1903年-1905年）中的水雷戰早了近３個世紀[8]。
- 1558年，国产化鸟铳（火绳枪）开始大批投产，技术工艺水平非常先进，超过了同时西亚和日本的技术水准，和欧洲最新式的火绳枪处于同一档位。
- 1590年，明军研制出水底龍王炮，為全球最早的水底定時爆炸物[9]。水底龍王炮以牛脬作為雷殼，內裡安裝有黑火藥，以香點燃作為引信，憑藉燃燒時間來定時引爆水雷。
- 1621年，茅元儀出版《武備志》。此書由兵訣評、戰略考、陣練制、軍資乘、佔度載5部分組成，於清乾隆年間被禁。清朝道光时重开书禁， 《武备志》至此得以公开印行。
- 1637年，明军研制出混江龍，可與艦船直接接觸而引發爆炸。
- 鐵殼地雷：又名自犯钢轮火，为全球最早由鋼輪壓火擊引發爆炸的鐵殼地雷[10]，于1580年由戚继光所设计制造。鐵殼地雷被明朝陸軍廣泛地裝備，並且於江浙地區多次使用其以重創倭寇。
- 翼虎銃：三管騎兵銃，用以伏路極便，緣其體短，可心藏匿，可以多放，手不離刀，急則可以當盾格鬥，遠近俱堪殺敵，又可自衛。
- 虎蹲炮：長2尺，頭由兩隻鐵爪架起，外形像似蹲臥之虎。於開火前，需要先裝填5錢重的鉛彈或者石子上百枚，再使用一個重30兩的大鉛彈或者大石彈壓頂，於發射時，大小子彈一同飛出，殺傷力驚人。該炮重量輕，體積小，尤其適合於騎兵使用戰馬直接馱帶，由此催生了明朝騎砲兵军团，也是全球首支专业騎砲兵部队[11]。
- 三桅砲船：由荷兰战舰仿制而成，巨型高大，首昂尾翹，航行迅速，不懼風浪。樹3桅，主桅高4丈，船長20丈，艙5層，船面設樓高如城，可承载约300人，并可装备紅夷大炮8門，千斤佛郎機40門。
- 吳三桂於1642年（崇禎十五年）捐紅夷大砲一门，命名为定遼大將軍，此砲採用鐵芯銅體鑄炮法，在當時世界上屬於最先進的铸炮技术。
- 《神器譜》：由趙士楨编著，書中详细記載了明朝末期軍隊使用的各式装备武器。